# Lijst van onroerend erfgoed in Hoeilaart
Een overzicht van het onroerend erfgoed in de gemeente Hoeilaart. Het onroerend erfgoed maakt deel uit van het cultureel erfgoed in België.

## Bouwkundig erfgoed
| Object                                     | Erfgoedstatus? | Bouwjaar of architect | Deelgemeente | Adres                                | Coördinaten                   | Nummer? | Afbeelding                                 |
| ------------------------------------------ | --- | --------------------- | ------------ | ------------------------------------ | ----------------------------- | ------- | ------------------------------------------ |
| Parochiekerk Sint-Clemens                  | |                       | Hoeilaart    | Gemeenteplein                        | 50° 46' 5" NB, 4° 28' 20" OL  | 39784   | Parochiekerk Sint-Clemens                  |
| Kasteel van Hoeilaart, gemeentehuis        | |                       | Hoeilaart    | Jan van Ruusbroecpark                | 50° 45' 57" NB, 4° 28' 23" OL | 39785   | Kasteel van Hoeilaart, gemeentehuis        |
| Kasteelhoeve Hof ter Heyde en kapel        | Monument |                       | Hoeilaart    | Willem Eggerickxstraat 4-12          | 50° 45' 58" NB, 4° 28' 24" OL | 39786   | Kasteelhoeve Hof ter Heyde en kapel        |
| Smeyberghoeve                              | |                       | Hoeilaart    | Koedaalstraat 7                      | 50° 46' 17" NB, 4° 28' 53" OL | 39789   | Smeyberghoeve                              |
| Kapel Onze-Lieve-Vrouw-Willerieken         | |                       | Hoeilaart    | Welriekendedreef                     | 50° 46' 57" NB, 4° 27' 6" OL  | 39791   | Kapel Onze-Lieve-Vrouw-Willerieken         |
| Priorij van Groenendaal                    | ommuring (monument) ondergrondse relicten (monument) wagenhuis (monument boswachterswoning (monument) kloosterkerk (monument) |                       | Hoeilaart    | Duboislaan 1 Joannes Ruysbroeckweg 1 | 50° 45' 57" NB, 4° 26' 9" OL  | 39792   | Priorij van Groenendaal                    |
| Priorijhoeve met bakhuis of Bosmuseum      | Monument |                       | Hoeilaart    | Duboislaan 2-4                       | 50° 46' 7" NB, 4° 26' 30" OL  | 39793   | Priorijhoeve met bakhuis of Bosmuseum      |
| Hoeve Hof ten Trappen                      | Monument |                       | Hoeilaart    | Hoevelaan                            |                               | 200185  | Hoeve Hof ten Trappen                      |
| Station Groenendaal met schuilplaats       | Monument |                       | Hoeilaart    | Varkensgatweg                        |                               | 200186  | Station Groenendaal met schuilplaats       |
| Tramstation buurtlijn Overijse-Groenendaal | Monument |                       | Hoeilaart    | Albert Biesmanslaan 1                |                               | 200187  | Tramstation buurtlijn Overijse-Groenendaal |